# جامدادی توشیا
جامدادی توشیا (به لهستانی: Plastusiowy pamiętnik) یک مجموعه انیمیشن لهستانی محصول سال ۱۹۸۰ به نویسندگی و کارگردانی زوفیا اولداک است. این انیمیشن بر اساس کتابی به همین نام نوشته ماریا کوناکا ساخته شده است.
این انیمیشن در دهه ۱۳۶۰ از صدا و سیمای ایران پخش شد.

## خلاصه داستان
داستان درباره عروسکی خمیری به نام پلاستو و دوستانش خط‌کش، مداد، پاک کن، قیچی، چسب مایع و سوزن است. محل زندگی این وسایل هم جامدادی دختری به نام توشیا است.